# Nut roast

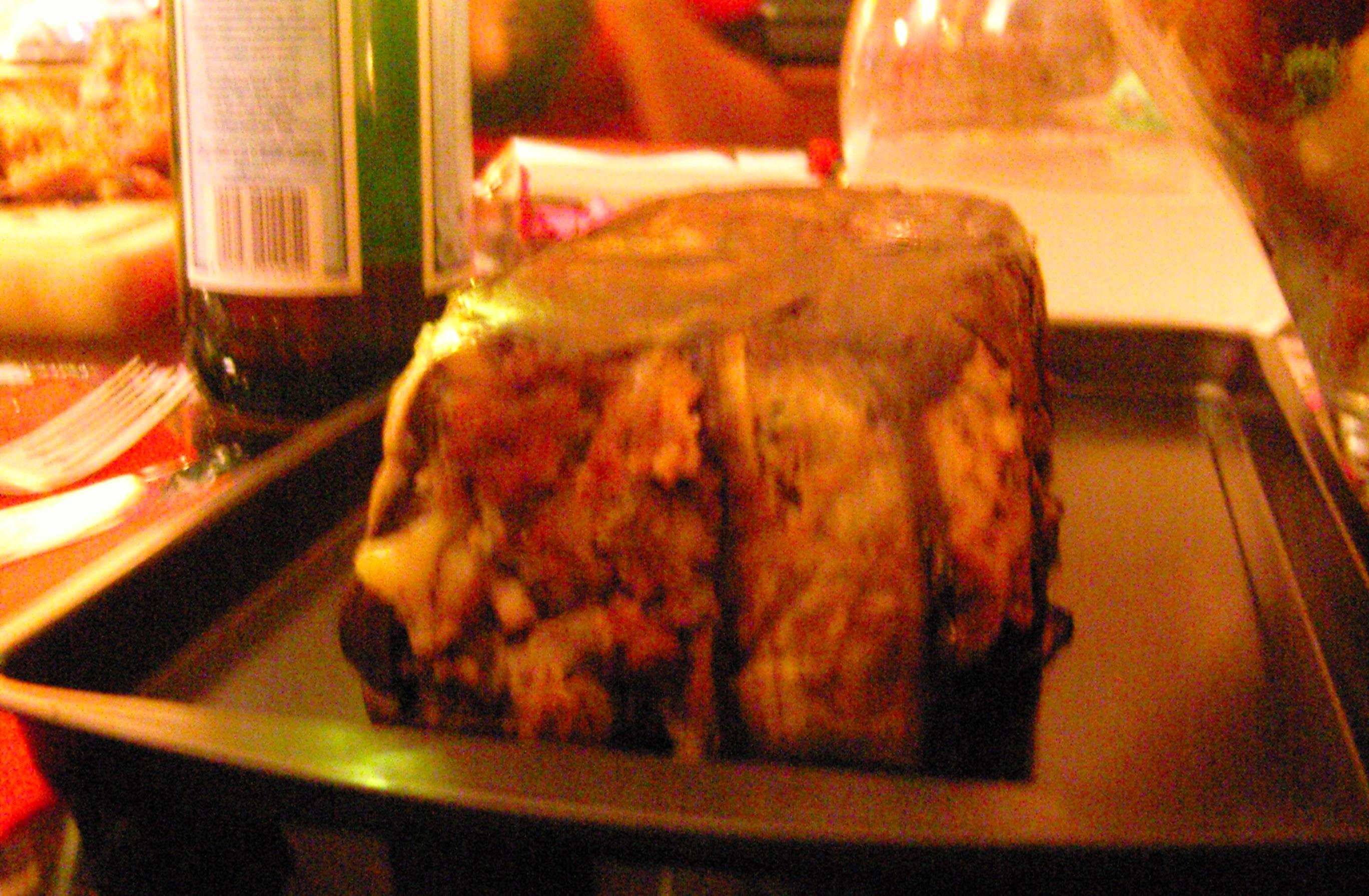
Un nut roast servido.

Un nut roast (en inglés ‘asado de frutos secos’) o roasted nut loaf (‘pan de frutos secos tostados’) es una receta vegetariana consistente en frutos secos, cereales, aceites vegetales, caldo o mantequilla, y condimentos a los que se da forma de pieza de pan firme o cazuela alargada antes de asar y a menudo se consume como alternativa a la tradicional cena asada británica. Es popular entre los vegetarianos por Navidad, así como parte del Sunday roast tradicional. Los nut roasts son elaborados también vegetarianos y veganos canadienses y estadounidenses como plato principal para la comida de Día de Acción de Gracias u otros banquetes similares.

## Ingredientes
Los nut roasts suelen hacerse con un único tipo o combinación complementaria de frutos secos y legumbres, como nueces, avellanas, nueces de Brasil, pacanas, anacardos, pistachos, castañas, pipas de girasol, cacahuetes e incluso lentejas. Los frutos secos pueden usarse enteros, troceados o molidos, y suelen combinarse con uno o más almidones, como pan rallado o duro, arroz cocido, gachas de alforfón, granos a medio moler, cebada, centeno o mijo. Los frutos secos y almidones se mezclan, condimentándolos con cebolla, ajo, puerro y similares, con caldo de verduras frescas o cubo de caldo y aceite de oliva o mantequilla. También se sazonan con hierbas adicionales al gusto del cocinero. Para obtener más sabor y diversidad de texturas, pueden añadirse hongos salteados o virutas de trufa, tomate o queso. A veces se usa Vegemite, Marmite o salsa de soja como uno de los caldos o para freír la cebolla. Algunas recetas incluyen huevo de gallina para cohesionar los ingredientes, si bien un cocinero experto puede hacer fácilmente un nut roast firma sin esta ayuda. La mezcla final se asa u hornea en un molde de pan u otro recipiente apto para este fin hasta que queda firme o forma una corteza, y entonces se sirve con guarnición. Pueden añadirse más frutos secos enteros como acompañamiento o decoración del nut roast terminado.
En el Reino Unido hay también disponibles variedades instantáneas, que solo necesitan la adición de agua antes de hornearse.